# Мендоса, Педро де

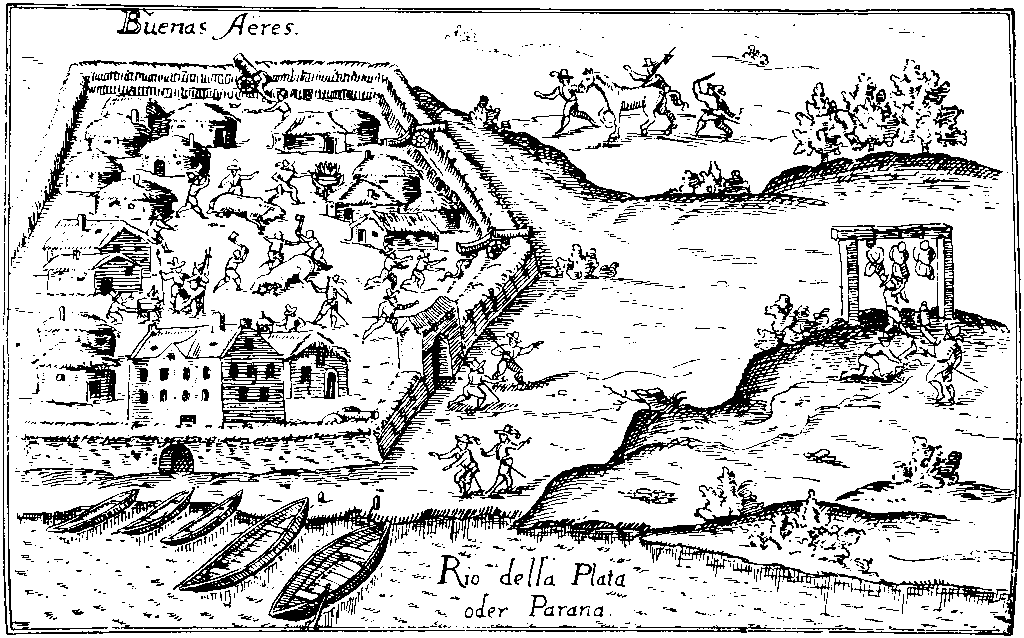
Буэнос-Айрес вскоре после основания Педро де Мендоса (рисунок книги Ульрико Шмидля, члена экспедиции, 1536).

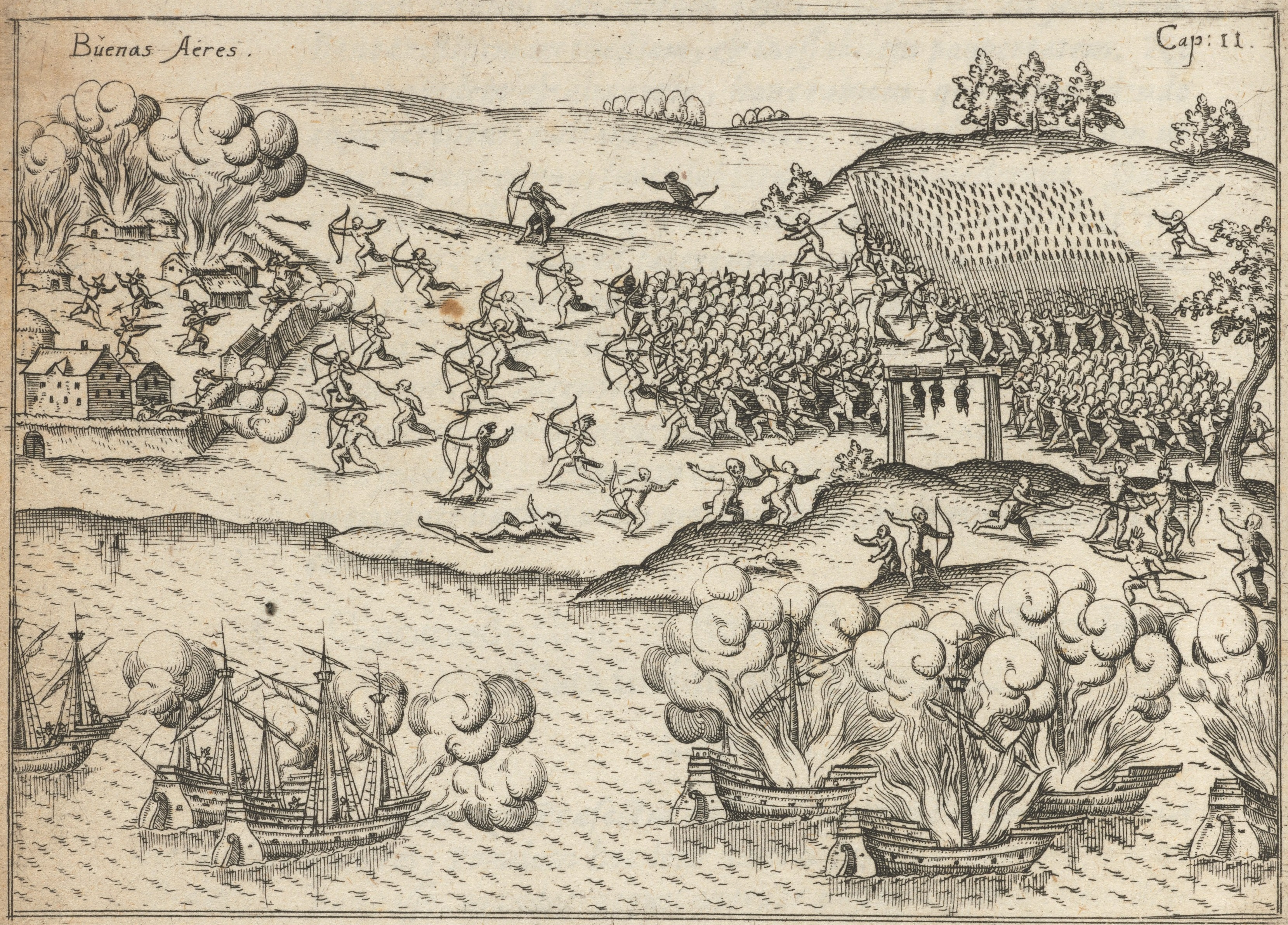
Уничтожение аборигенами первого Буэнос-Айреса (работа конца 1598 года).

Пе́дро де Мендо́са (исп. Pedro de Mendoza; 1487, Гуадикс, Гранада — 1537, Атлантический океан) — испанский конкистадор с титулом аделантадо.

## Биография
Мендоса происходил из состоятельной семьи, жившей в Альмерии. Его родители, отец — Фернандо де Мендоса Луна и Сандовал де ла Вега (ноябрь 1533 г.), принадлежавший к кастильской аристократии, занимающейся коммерцией; мать Констанца де Лухан (Мадрид, ок. 1479 — ок. 1533).
Педро де Мендоса поступил на королевскую службу при дворе короля Испании Карла V Габсбурга с очень раннего возраста. Он сопровождал короля в его поездке в Англию в 1522 году. В 1527 году он участвовал в войне между войсками короля Испании и императора Священной Римской империи Карла против папских государств под командованием папы Климента VII.
Организовал хорошо оснащённую экспедицию из одиннадцати кораблей в Южную Америку. Мендоса предложил королю Испании в 1534 году взять на себя ответственность за разработку и проведение экспедиции в Южную Атлантику, которая бы подтвердила суверенитет Испании над регионами Южной Америки. В 1534 году назначен первым губернатором испанской колонии Новая Андалусия 21 мая 1534 года, с правом создавать форты и города.
24 августа 1535 года Мендоса отплыл из порта Санлукар-де-Баррамеда, командуя своей экспедицией, состоящей из 11-14 кораблей (по разным данным) и примерно 3000 человек. Кроме того, император предоставил Мендосе 3000 дукатов и ещё один важный аванс наличными, который завоеватель должен был получить в Рио-де-ла-Плата.
Флот Педро де Мендоса был рассеян страшным штормом у побережья Бразилии. После, командующему удалось воссоединить свои корабли и высадиться на побережье Бразилии, где он тяжело заболел. Он должен был отдать приказ своему лейтенанту Хуану Осорио, который вскоре был обвинен в измене и растрате. Мендоса казнил его и, немного оправившись от недуга, решил снова отправиться в путь и продолжить движение на юг.
После остановки в гавани Рио-де-Жанейро он достиг устья Ла-Платы, где в 1536 году основал колонию Буэнос-Айрес. Некоторые жители колонии позже проникли вглубь континента по Паране и Парагваю и основали селение в Асунсьон.
2 или 3 февраля 1536 года (официально в Аргентине эта последняя дата считается истинной), Педро де Мендоса основал на южной окраине Рио-де-ла-Плата порт, защищенный с двух сторон, которых он назвал Санта-Мария-дель-Буэн Эйр, в честь наименования Богородицы среди моряков острова Сардиния. После установки форта, испанцы обнаружили большое количество индейцев Керанди Пампа, по крайней мере, 3000 человек, с которыми они обменялись подарками и едой. Но вскоре после прибытия начались серьёзные проблемы связанные с нехваткой продовольствия и ухудшения отношений с местным населением. Нехватка продовольствия вынудила авангард направить гарнизоны во всех направлениях, чтобы найти еду для облегчения голода, но в этот момент их игнорировали или преследовали индейские племена. Стремясь положить конец этой проблеме, дон Педро послал войско, состоящее из 300 немецких ландскнехтов, которым его брат Диего де Мендоса приказал атаковать пампасы. Обе стороны столкнулись в «Битва за Корпус-Кристи», около, 15 июня 1536 года, возле лагуны Роча и места расположения нынешней провинции Буэнос-Айрес. В противостоянии индейцы убили около 35 европейцев, в то время как те, по словам Ульрико Шмидла, уничтожили «тысячу» воинов, число, которое считается сомнительным, в том числе потому, что они не брали в плен. Поэтому из-за многочисленных нападений местных индейцев на Буэнос-Айрес Мендоса принял решение покинуть континент и вернуться в Испанию. Однако из-за длительной болезни (возможно, сифилисом) Педро де Мендоса 23 июня 1537 года скончался во время обратного плавания в Испанию, в Атлантическом океане около Канарских островов. Его тело было погребено в море.
Провал попытки Мендосы задержал более чем на 44 года установление эффективного контроля над Ла-Плата испанской короной. Второе основание Буэнос-Айреса Хуаном де Гараем состоялось лишь в 1580 году.